# IV. Sándor moldvai fejedelem
Alexandru Lăpușneanu (? – 1568. május 5.), Moldva fejedelme volt 1552. szeptember – 1561. november 18. illetve 1564. október – 1568. május 5. között.

## Első uralkodása
III. (Vak) Bogdán fejedelem fiát, Alexandru Lăpușneanut a lengyelek segítették a trónra, így hűbéri esküt tett II. Zsigmond lengyel királynak. Háború esetén Moldva 700 lovassal kellett Lengyelországot támogatnia. A lengyelbarát politika következtében I. Ferdinánd ellene fordult. Sándor 1553-ban feldúlta Csíkot. 1556-ban segédkezett Izabella magyar királyné és János Zsigmond Erdélybe visszahozatalánál, végigrabolva ez alkalommal Erdélyt. A törököknek sem tetszett a lengyel fennhatóságot elismerő fejedelem uralkodása, így 1555-ben Konstantinápolyba rendelték. Lăpușneanu azonban nem ment el, hanem pénzt küldött és sikerült megvásárolnia a Porta jóindulatát. Amikor azt hitte, hogy uralkodását megszilárdította, egy udvaronca, a Zsarnok-nak (Despot) nevezett Iacob Heraclides, megfosztotta a tróntól.

## Második uralkodása
Miután Iacob Heraclidest 1563-ban V. (Tomșa) István megölte és rövid időre átvette az uralkodást, Lăpușneanunak sikerül visszaszereznie a trónt. Ennek érdekében több mint 200 000 aranyat fizetett a törököknek és polgárháborút robbantott ki a bojárok által támogatott István ellen. A Lăpușneanut támogató török és tatár csapatok kifosztották az országot. István Lengyelországba menekült, de a lengyelek elfogták, és Lembergben lefejezték. Lăpușneanu megbocsátást ígért az ellenséges bojároknak, de hatalma megerősítése után ebédre hívta őket, és zsoldosaival sokukat lemészároltatta. Mivel Lăpușneanut a törökök juttatták hatalomra, engedelmeskednie kellett nekik, így le kellett romboltatnia a várakat, hogy az ország védelemre képtelen legyen. Lăpușneanu fát hordatott a várakba és felgyújtatta, ami azonban nem okozott olyan komoly kárt, mint a teljes lerombolás. Székhelyét pedig Szucsáváról Jászvásárra tette át.
1568-ban Lăpușneanu súlyosan megbetegedett és azt kérte, hogy amikor közeledik halála órája, szerzetes akar lenni. Amikor elvesztette öntudatát, közeli emberei szerzetessé szenteltették, Lăpușneanut azonban magához tért, és szörnyű haragra gerjedt. A hagyomány szerint azt mondta a bojároknak: „ha felkelendek innen, sokatokat felszentelem én is”. Úgy tartják, hogy a bojárok, félve a fenyegetés beteljesítésétől, 1568. május 5-én megmérgezték. Más források szerint felesége, a lengyel Roxanda tette ezt. Az általa alapított  slatinai kolostorban van eltemetve, feleségével (aki Petru Rareș fejedelem lánya volt) és két lányával együtt.

## Moldva Lăpușneanu idejében
Lăpușneanu jó kapcsolatokat tartott fenn Erdéllyel. Kolostorainak kifestésére velencei mestereket hozatott, de pénzt adott az Athosz-hegyi kolostorok, illetve az ilyvói ortodox templom díszítésére is. Ő volt az, aki az ország székhelyét Iași-ba helyezte át.

## Lăpușneanu a román irodalomban
Costache Negruzzi egy novellát írt Lăpușneanu uralkodásáról, ez először 1840-ben jelent meg a Dacia Literară című román folyóiratban, amelynek főszerkesztője Mihail Kogălniceanu volt.